# 瑪喬里·賴斯
瑪喬里·賴斯（英語：Marjorie Rice，1923年2月16日—2017年8月2日）是美国业余数学家，因在幾何方面的發現而知名。
1975年，賴斯看到《科學美國人》一篇談密鋪平面的文章。她雖然只有高中學歷，但她開始趁餘暇嘗試五邊形密鋪的新方法。她創造了自己的一套記號，來表達多邊形的邊和角間的條件和關係。她用這套記號發現了四種新的密鋪平面的五邊形，和超過六十種不同的密鋪方法。她的工作終於由數學教授多麗絲·沙特施奈德檢驗。沙特施奈德解開上面奇怪的記號意義後，向數學界宣佈了賴斯的發現。

## 外部連結
- 瑪喬里·賴斯的網頁